# Зустріч Ма-Сі
7 листопада 2015 року Сі Цзіньпін, президент Китайської Народної Республіки (материковий Китай) і Їнцзю Ма, президент Республіки Китай (Тайвань), зустрілися в Сінгапурі. Зустріч між лідерами двох протиборчих сторін, розділених Тайванською протокою, відбулася вперше після Громадянської війни у Китаї в 1949 році.

## Підготовка

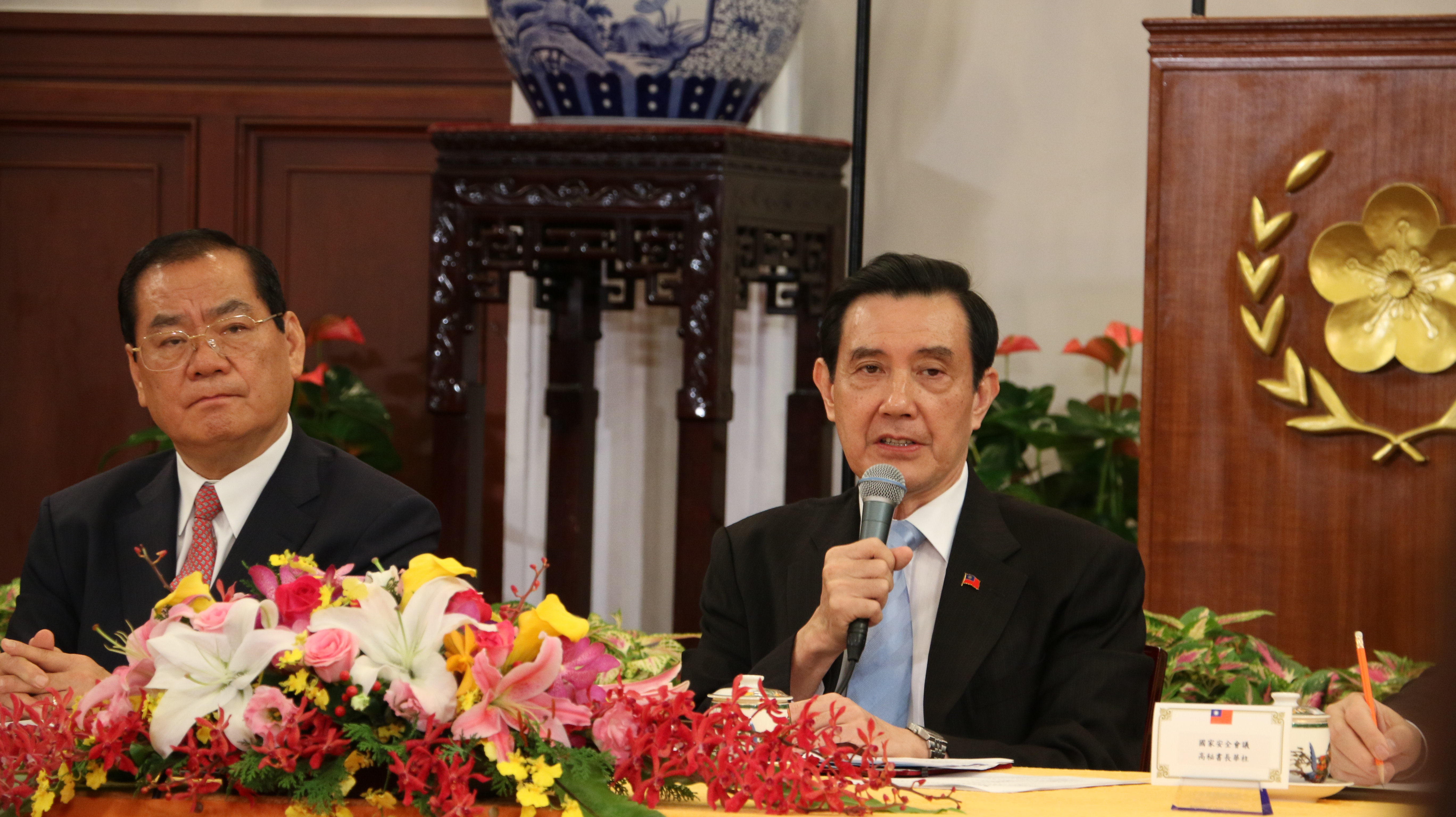
Прес-конференція президента Їнцзю Ма в Президентському офісі в Тайвані перед відльотом до Сінгапуру.